# Parafia Najświętszej Maryi Panny Częstochowskiej w Starczy
Parafia Najświętszej Maryi Panny Częstochowskiej w Starczy – parafia rzymskokatolicka w metropolii i archidiecezji częstochowskiej, regionie częstochowskim, dekanacie porajskim.

## Historia
Parafia została wydzielona z parafii w parafii w Poczesnej. Została erygowana w 1911 roku przez biskupa włocławskiego Stanisława Zdzitowieckiego. W dwudziestoleciu międzywojennym do parafii dołączono wieś Rudnik Mały i Rudnik Wielki. Budowę kościoła, rozpoczęto w 1928 roku i prowadzono do 1934 roku staraniem proboszcza Wacława Kucharskiego. Kościół ten został konsekrowany 29 września 1935 roku przez biskupa Teodora Kubinę.

## Zasięg parafii
Do parafii należą następujące wsie: Klepaczka, Łysiec, Rudnik Mały, Rudnik Wielki, Starcza, Własna.

## Proboszczowie
| imię i nazwisko             | daty urzędowania |
| --------------------------- | ---------------- |
| ks. Ferdynand Cichocki      | 1911–1914        |
| ks. Piotr Borycki           | 1914–1917        |
| ks. Tomasz Opasiewicz       | 1917–1920        |
| ks. Zygmunt Jędrzycki       | 1920–1924        |
| ks. Wacław Kucharski        | 1924–1938        |
| ks. Stanisław Cesarz        | 1938–1942        |
| ks. Wacław Stępień          | 1942–1947        |
| ks. Piotr Turlejski         | 1947–1961        |
| ks. Alfons Kotlewski        | 1961–1980        |
| ks. Stanisław Kopczyński    | 1980–1990        |
| ks. Czesław Urgacz          | 1990–2000        |
| ks. Janusz Stefan Witkowski | 2000–2019        |
| ks. Jarosław Zając          | od 2019          |